# Ponthieva petiolata
Ponthieva petiolata Lindl. – gatunek rośliny z rodziny storczykowatych (Orchidaceae Juss.). Występuje naturalnie na Karaibach. 

## Rozmieszczenie geograficzne
Rośnie naturalnie w Wyspach Nawietrznych na Karaibach.

## Morfologia
KorzenieWłókniste.
LiścieOstro zakończone.
KwiatyPojawiają się późną zimą oraz wiosną. Usadowione są na wyprostowanych kwiatostanach. Kwiatostan 8-25  cm długości, natomiast średnica kwiatu wynosi 2,5 cm. Są owłosione. Przylistki mają jajowato-lancetowaty kształt.

## Biologia i ekologia
Naturalnymi siedliskami są lasy tropikalne na wysokości od 400 do 800 metrów. Jest rośliną naziemną, choć sporadycznie bywa epifitem.